# Министерство обороны Ганы
Министерство обороны Ганы — орган исполнительной власти Республики Гана, отвечающий за реализацию национальных оборонных интересов страны.

## Национальная безопасность
Министерство улучшает национальную безопасность путём:
- эффективной разработки, координации, мониторинга и оценки оборонной политики и разработанных программ;
- поддержания вооружённых сил Ганы в состоянии повышенной готовности национального и международного назначения;
- активного участия в укреплении мира и стабильности в стране и её регионах.

## Цели и задачи
Министерство в своей деятельности руководствуется следующими принципами:
- повышение оборонной политики и управления с целью повышения эффективности национальной обороны;
- улучшение состояния боевой готовности Вооружённых сил Ганы;
- оказание помощи в обеспечении экономического роста страны путём создания мирных условий для торговли и т. д.;
- улучшение логистики и инфраструктуры для подготовки и развёртывания войск.